# Björkvattnet
Björkvattnet is een meer in het noorden van Zweden. Het ligt in de gemeente Kalix. Er is omstreeks 1849 een dorp met dezelfde naam Björkvattnet gesticht. Het meer is ongeveer 2500 bij 100 meter en heeft ter hoogte van het dorp een vernauwing, waarover een weg en de Haparandalijn zijn aangelegd. Het meer bestaat uit twee gedeelten: Lill-Björkvattnet en Stor-Björkvattnet, klein en groot. Aan de zuidpunt van het Stor-Björkvattnet staat een boerderij met de naam Björkvattnett.
Bestuurscentrum: Kalix (tätort)
Tätort: Båtskärsnäs · Bredviken · Gammelgården · Karlsborg · Morjärv · Nyborg · Påläng · Risögrund · Rolfs · Sangis · Töre
Småort: Åkroken · Björkfors · Börjelsbyn · Granholmen · Innanbäcken · Innanlandet · Kälsjärv · Lappbäcken · Målson · Månsbyn · Ryssbält · Siknäs · Storön · Stråkanäs · Sören · Vallen · Vånafjärden
Overig: Björkvattnet · Bjumisträsk · Bondersbyn · Brattlandet · Empoberget · Forsbyn · Granån · Grubbnäsudden · Grytnäs · Hällfors · Holmträsk · Hömyrfors · Kamlunge · Klinten · Korpikå · Långfors · Lantjärv · Marieberg · Moån · Östanfjärden · Östra Flakaträsk · Östra Granträsk · Övermorjärv · Räktjärv · Rian · Småkvarn · Sockenträsk · Stora Lappträsk · Storsien · Tjäruträsk · Törböle · Törefors · Västannäs · Västra Flakaträsk · Vitvattnet ·